# Regina Mahoche
Regina Sabao Mahoche (Matola, 6 giugno 1990) è un'ex cestista mozambicana.

## Carriera
Con il Mozambico ha disputato i Campionati mondiali del 2014.